# Рясна
Рясны, Ряска, Рясно — древнерусские украшения в форме подвесок, крепившихся с двух сторон к женскому головному убору или ленте-очелью.
Способ ношения их изображён на колте из клада, найденного в Киеве в 1906 году.

## История
В домонгольскую эпоху рясны были составными металлическими (золотыми, серебряными, медными) височными подвесками, длина которых доходила до 50 сантиметров. Они состояли из нескольких последовательно соединённых друг с другом бляшек или имели вид цепочек. К нижнему краю рясен иногда крепились колты. Основные находки кладов с древними ряснами — в Киеве, Чернигове, Старой Рязани, Новгороде, Подмосковье.
Рясны могли являться и самостоятельным украшением. В XV—XVII веках ряснами называли подвески, составленные из нитей жемчужин и драгоценных камней. В уборе высших слоёв общества в XIX — начале XX веков рясны использовались в карнавальных костюмах знатных дам. В народном костюме более дешёвым аналогом рясен являлись подвески в форме кистей из нитей, ткани, бисера, прикреплённые к полоске ткани, проходящей под головным убором.

## Галерея
- Древнерусские рясны.
- Древнерусские рясны.
- Рясны с колтами.